# Grzegorz Palamas
Grzegorz Palamas, również Grzegorz z Palamas, cs. Swiatitiel Grigorij Pałama, archijepiskop Fiessałonitskij (ur. ok. 1296 w Azji Mniejszej, zm.  14/27 listopada 1359 w Tesalonice) – arcybiskup Tesaloniki, bizantyński teolog i filozof, święty prawosławny, autor dzieła Triady, ważna postać doktryny hezychazmu. Twierdził, że Bóg jest całkowicie transcendentny wobec świata i niepoznawalny dla człowieka, któremu jednak dostępne są jego energie, o ile dostąpi przebóstwienia.

## Żywot świętego

### Wczesne lata
Grzegorz Palamas pochodził z arystokratycznej rodziny, która przybyła do Konstantynopola z Azji Mniejszej. Urodził się około 1296 r. Kształcił się na dworze cesarza Andronika II. Około 1316 r. został mnichem. Przebywał na Górze Atos i przejściowo w Werii. W połowie lat 30. XIV wieku napisał pierwsze poważniejsze rozprawy teologiczne o pochodzeniu Ducha Świętego i Filioque.
Na Atosie zetknął się z ruchem hezychastycznym rozwijającym się w klasztorach greckich pod wpływem, ascety i mistyka wędrującego w latach 30. XIV wieku po ziemiach Cesarstwa Grzegorza Synaity. Celem tej doktryny ascetycznej było ujrzenie światłości boskiej, do czego miała doprowadzić specjalna praktyka. Przebywający w odosobnieniu mnisi mieli powtarzać tzw. Modlitwę Jezusową (Panie Jezu Chryste, Synu Boży, zmiłuj się nade mną grzesznikiem), wstrzymując za każdym razem, podczas odmawiania formuły, oddech. W pewnym momencie, jak twierdzili, modlącego się ogarniało uczucie niewypowiedzianej błogości i opromieniała niewysłowiona światłość, którą apostołowie ujrzeli na Górze Tabor.

### Spór zBarlaamem z Kalabrii
Około 1334 r. doktrynę hezychastyczną zaatakował przybyły z południowych Włoch do Konstantynopola, grecki mnich, Barlaam z Kalabrii. Barlaam początkowo zaatakował metodę ascetyczną mnichów atoskich, powodu skupienia uwagi podczas medytacji na pępku, nazywał ich omfalopsychoi („ludzie o duszach w pępku”). Kiedy jednak w obronie metody ascetycznej praktykowanej przez hezychastów wystąpił Grzegorz Palamas, spór skupił się wokół filozoficzno-teologicznych założeń doktryny. Barlaam zaprzeczał możliwości widzenia światła Taboru. Twierdził, że światłość ta ponieważ nie była Bogiem nie mogła być wieczna, lecz jak każde stworzenie Boga doczesna. Gdyby przyjąć, że była wieczysta, wtedy sama musiałaby być bóstwem wiecznym i niezmiennym, ale, ponieważ Bóg jest niewidzialny, nie można by jej wtedy zobaczyć.
W obronie hezychazmu w latach 1338, 1339 i 1341 Palamas napisał trzy tzw. Triady (Hyper ton hieros hesyhadzonton). Palamas przeciwstawił Barlaamowi rozróżnienie pomiędzy istotą Boga (ousia – οὐσία), a energiami boskimi (energeiai – ἐνέργειαι lub dynameis – δυνάμεις), które nie zostały stworzone przez Boga, a które wyrażają Jego nieskończone działanie, oddziałują na świat i objawiają się ludziom. Gdyby Bóg nie działał, nie istniałoby powiązanie pomiędzy transcendentnym bóstwem a immanentnym światem. Rodzaj ludzki dzięki energiom boskim może poznawać Boga i obcować z Nim. Teologia Palamasa wywodzi się z apofatycznej teologii bizantyńskiej, która głosi, że żaden system logiczny nie pozwala pojąć Boga, mimo że może On być oglądany w osobistym doświadczeniu.

### Dalsze losy sporu
Zwołany przez cesarza w Konstantynopolu sobór na sesji w dniu 10 czerwca 1341 potępił Barlaama za wystąpienia przeciw hezychastom, zobowiązał do ich publicznego odwołania i zaprzestania polemik. Sześć dni później cesarz umarł i sytuacja ponownie uległa zmianie. Wprawdzie jeszcze zwołany w sierpniu synod ponownie powtórzył aprobatę dla hezychazmu i potępienie Barlaama, jednak już wkrótce do władzy w stolicy doszło stronnictwo cesarzowej Anny, a jednocześnie patriarcha Konstantynopola Jan XIV Kalekas, zdeklarowany przeciwnik Palamasa, zdecydowanie wystąpił przeciw niemu, a jego obrońca megadomestyk Jan Kantakuzen został wypędzony z Konstantynopola.
W 1342 r. starający się zachować lojalność wobec rządu cesarzowej Anny, Palamas, znalazł się w więzieniu. Przeciwko hezychazmowi wystąpił w następnych latach Grzegorz Akyndyn. W 1344 r. Palamas został ekskomunikowany przez patriarchę Kalekasa. Kolejna zmiana w sytuacji politycznej cesarstwa doprowadziła antyhezychastów do utraty poparcia cesarzowej w 1346 r. Na początku 1347 r. Jan Kalekas został złożony ze stolicy patriarszej, a Grzegorz Palamas wypuszczony z więzienia. W maju 1347 r. Jan Kantakuzen koronował się w Konstantynopolu na cesarza.

### Biskup Tesaloniki
Jeszcze w 1347 Jan Kantakuzen wyświęcił Palamasa na arcybiskupa Tesaloniki. Aż do 1350 r. z powodu trwającego w mieście powstania tzw. zelotów nie był on jednak w stanie objąć rządów nad powierzoną sobie diecezją. Podjęcie polemiki antypalamistycznej przez Nicefora Gregorasa doprowadziło do zwołania dwóch kolejnych synodów w Konstantynopolu, w maju/czerwcu i lipcu 1351, które uznały palamityzm za doktrynę prawowierną, a wprowadzone przez Grzegorza rozróżnienie w Bogu Jego istoty i energii za rozwinięcie patrystycznej intuicji wyrażonej zwłaszcza na III Soborze Konstantynopolitańskim w 681 r. w postaci orzeczenia o dwóch wolach w Chrystusie (dioteletyzm). Synod ponownie obłożył ekskomuniką Barlaama i Akyndyna.
W Tesalonice Grzegorz oddał się głównie działalności duszpasterskiej. W 1354 r. podczas podróży przez Anatolię dostał się na rok do niewoli tureckiej. W 1355 r. przeprowadził w obecności cesarza Jana V i legata papieskiego Pawła ze Smyrny oficjalną dyskusję z Gregorasem. Ostatnie lata życia spędził na przepowiadaniu Ewangelii w świątyniach Tesaloniki. Zmarł 14 listopada 1359 r.

## Kult
W 1368 r. został kanonizowany przez swego ucznia, patriarchę Filoteusza Kokkina (1354–1355, 1362–1376). Filoteusz napisał też hagiografię Palamasa i wprowadził do kalendarza liturgicznego.
Wspomnienie liturgiczne św. Grzegorza obchodzone jest w dies natalis (14/27 listopada) i w drugą niedzielę wielkiego postu (następującą po Niedzieli Prawosławia, co podkreślać miało rolę Grzegorza jako obrońcy prawosławia).
Na ikonach święty przedstawiany jest w biskupim stroju typu bizantyjskiego (z dużymi krzyżami). Ma dosyć długą, siwą brodę i charakterystyczne kędzierzawe włosy. Zazwyczaj ukazywany jest z Ewangelią w obu rękach, niekiedy prawą ręką błogosławi, a w lewej trzyma Ewangelię.